# Bigodino

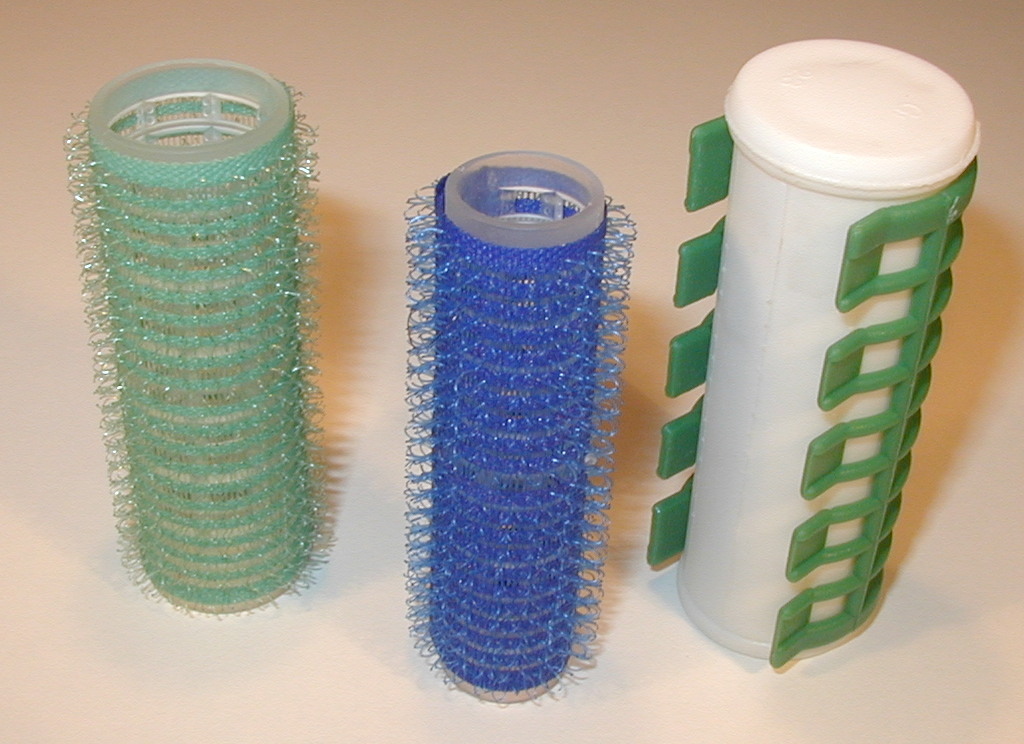
Alcuni bigodini di diverse misure

I bigodini (detti altresì diavoletti, diavolini o meno comunemente bigodì, bigudì o bigudini) sono oggetti tubolari di forma cilindrica lunghi alcuni centimetri e con un diametro di 2-3 centimetri, attorno a cui si avvolgono i capelli per modificarne la piega e l'ondulazione, a volte usando anche il calore e sostanze chimiche. Generalmente sono fatti in plastica.

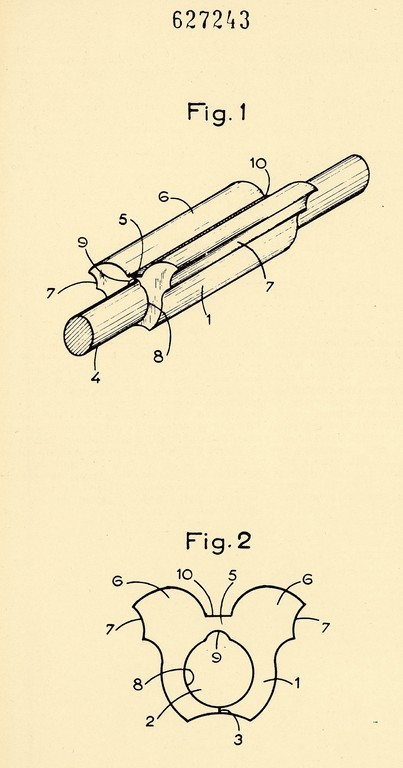
Brevetto di un manicotto riscaldante per bigodini, Parigi 1961